# Latxa
La latxa (pron. basca: [latʃa]) è una razza ovina propria dei Paesi Baschi e Navarra.

## Origine
Forma parte delle razze di pecore dei Paesi Baschi e Navarra dal pelo lungo, che non si sono incrociate con sangue di bestiame merino per causa del divieto di importazioni di animali esogeni. Per molto tempo è stata allevata nelle provincie dei Paesi Baschi spagnoli (Bizkaia, Araba e Gipuzkoa) e Navarra.
Esistono due sotto-razze: la latxa dal volto nero (LCN, ardi latx muturbeltza in basco), dalla testa nera, predominante in Gipuzkoa e Navarra, e la latxa dal volto biondo (LCR, ardi latx muturgorria in basco), dalla testa rossiccia, predominante in Araba orientale. C'è anche la latxa carranzana, dominante nell'angolo nordoccidentale di Araba e al confine tra Bizkaia e Cantabria.

## Morfologia
Ha un vello molto lungo, quasi fino a terra, di lana aspra ("latxa" significa "aspro" in basco) e grassa, adatta al clima locale appartenente alla Spagna umida. Il pelo corto della testa è nero oppure rossiccio. La latxa dal volto nero ha una altezza al groppone di 75 cm, quella dal volto biondo di 65 cm.

## Specificità
La pecora latxa si alleva principalmente per il suo latte, destinato all'elaborazione del formaggio DOP Idiazabal. Produce un litro di latte circa al giorno per un periodo di 140 giorni per la LCN (nera) e 155 giorni per la LCR (rossiccia). Gli agnelli vengono svezzati molto presto allo scopo di preservare il latte per la fabbricazione del formaggio. Essi vengono venduti agli allevatori e alimentati inizialmente col latte in polvere e, finita l'estate, con i foraggi di montagna, producendo animali dalla carne molto saporita.
Gli agnelli nascono con gran peso, giacché la gestazione è lunga (154 giorni). Questo comporta che il 30-40% dei parti siano distocici.